# Susanghan gajeongbu
Susanghan gajeongbu (수상한 가정부?; lett. "La governante misteriosa"), noto anche con il titolo internazionale The Suspicious Housekeeper, è un drama coreano del 2013, diretto da Kim Hyung-shik. La serie, trasmessa sulla SBS dal 23 settembre al 26 novembre 2013, è basata sul dorama giapponese del 2011 Kaseifu no Mita.

## Trama
Rimasto da poco vedovo e con quattro figli, due maschi e due femmine, Eun Sang-chul si ritrova a dover assumere una governante, Park Bok-nyeo. Il comportamento di quest'ultima è tuttavia estremamente enigmatico e misterioso, tanto che lo stesso addetto dell'agenzia collocamento avverte Sang-chul di stare attento a cosa chiederà alla donna: secondo varie voci infatti sarebbe pronta a tutto per soddisfare il datore di lavoro, anche all'omicidio. In realtà, la presenza di Bok-nyeo inizia ad essere di conforto per i quattro ragazzi, ancora traumatizzati per la morte dell'amata madre.